# 1990 en Inde
Chronologie de l'Inde
- 1986
- 1987
- 1988
- 1989
- 1990
- 1991
- 1992
- 1993
- 1994

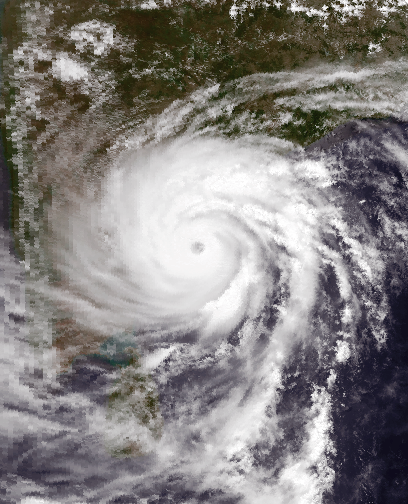
Un cyclone frappe l'Andhra Pradesh, du 4 au 10 mai (bilan humain : 967 morts).

Cette page concerne les évènements survenus en 1990 en Inde :

## Évènement
- 20 janvier : Massacre de Gawkadal (en)
- 25 janvier : Massacre de Handwara (en)
- 14 février : Le vol Indian Airlines 605 s'écrase sur un terrain de golf alors qu'il tente d'atterrir à Bangalore, faisant 92 morts sur 146 personnes.
- 1er mars : Massacres de Zakoora et Tengpora (en)
- 18 avril : Début de la saison cyclonique dans le nord de l'océan Indien (en).
- 24 mars : Fin de l'intervention indienne dans la guerre civile au Sri Lanka (en).
- 4-10 mai : Un cyclone frappe l'Andhra Pradesh (en) (bilan humain : 967 morts.
- 6 avril : Rapt de Mushir-ul-Haq (en) puis meurtre.
- 21 mai : 
  - Massacre de Hawal (en)
  - Assassinat de Mohammad Farooq Shah (en)
- 30 mai : Affaire des viols de Bantala (en)
- 12 juin : Lancement du satellite INSAT-1D (en).
- 19 juin : Affaire du meurtre de Padmanabha (en)
- 11 août : Affaire Ruchika Girhotra (en)
- 13 août-20 octobre : Pont aérien des Indiens du Koweït (en), à la suite de l'invasion du Koweït. Organisateur : Mathunny Mathews (en).
- 19 septembre : Rajiv Goswami (en), un étudiant, tente de s'auto-immoler, pour protester contre la mise en œuvre, par le Premier ministre Vishwanath Pratap Singh, des recommandations de la Commission Mandal (en) concernant la réservation de postes aux castes défavorisées en Inde. C'est le début des Protestations de 1990 contre la Commission Mandal (en).
- octobre : Émeute de Bijnor (en)
- 30 octobre-2 novembre : Incident des tirs d'Ayodhya (en), la police tire à balles réelles sur des fidèles religieux rassemblés près du site du Ram Janmabhoomi (en) à Ayodhya.
- 8 décembre : Début des émeutes en Hyderabad (en) (bilan : environ 200 à 300 morts, plusieurs milliers de blessés).

## Cinéma
- 35e cérémonie des Filmfare Awards
- 37e cérémonie des National Film Awards (en)

- Sortie de film :
  - Aashiqui
  - Agneepath
  - Dil
  - Drishti
  - Gardish
  - Lekin...
  - Les Branches de l'arbre
  - Nazar
  - Siddheshwari

## Littérature
- Anchu (en), roman de S. L. Bhyrappa (en).
- Delhi: A Novel (en), roman de Khushwant Singh.
- Rubber (en), roman de B. Jeyamohan (en).
- The World of Nagaraj (en), roman de R. K. Narayan.

## Sport
- 24 janvier-3 février : Participation de l'Inde aux Jeux du Commonwealth (en) à Auckland.
- 22 septembre-7 octobre : Participation de l'Inde aux Jeux asiatiques (en) à Pékin.

## Création
- All India Students Association (en)
- Conseil de l'intelligence économique (en)
- Nari Mukti Sangh (en), organisation féministe.
- The North East Times (en), quotidien.

## Dissolution
- Force indienne de maintien de la paix
- Insaf Party (en), parti politique.
- Jharkhand Mukti Morcha (B) (en), parti politique.
- Karnataka Kranti Ranga (en)

## Naissance
- Sharanya Ari (ta), agent de l'Indian Administrative Service (en).
- Yuzvendra Chahal (en), joueur de cricket.
- Pooja Hegde, actrice.
- Nusrat Jahan, actrice.
- Merin Joseph (en), policier.
- Raashi Khanna (en), actrice.
- Siddarth Kaul (en), joueur de cricket.
- Bhuvneshwar Kumar (en), joueur de cricket.
- Ali Murtaza (en), joueur de cricket.
- Saina Nehwal, joueuse de badminton.
- Mohammed Shami (en), joueur de cricket.
- Rakul Preet Singh, actrice.
- Ritu Varma (en), actrice.
- Beno Zephine (en), diplomate.

## Décès
- Adoor Bhasi (en), acteur et réalisateur.
- Mani Madhava Cakyar, considéré comme le plus grand artiste de Chakyar Koothu et de Koodiyattam (théâtre ancien en Sanskrit).
- Vinod Mehra (en), acteur.
- Shankar Nag (en), acteur, scénariste et réalisateur.
- Osho, gourou.
- Chandrakant T. Patel (en), scientifique spécialiste du coton.
- Prabhat Ranjan Sarkar, philosophe et maître de yoga.